# Calyptranthes pendula
Calyptranthes pendula är en myrtenväxtart som beskrevs av Otto Karl Berg. Calyptranthes pendula ingår i släktet Calyptranthes och familjen myrtenväxter. Inga underarter finns listade i Catalogue of Life.